# Mina drömmars stad
Mina drömmars stad é um filme de drama sueco de 1976 dirigido e escrito por Per Anders Fogelström e Ingvar Skogsberg. Foi selecionado como representante da Suécia à edição do Oscar 1977, organizada pela Academia de Artes e Ciências Cinematográficas.

## Elenco
- Eddie Axberg - Henning Nilsson
- Britt-Louise Tillbom - Lotten Blom
- Kjell-Hugo Grandin - Tummen
- Gunilla Larsson - Matilda
- Åke Wästersjö - Skräcken
- Märta Dorff - Johanna
- Berit Gustafsson - Malin